# Vlajka Havaje

Havajská vlajka
Poměr stran: 1:2

Vlajka Havaje (havajsky Ka Hae Hawai‘i), jednoho z federálních států USA, byla dříve používána Havajským královstvím, prozatímní vládou (1893–1894), Havajskou republikou a Havajským teritoriem (1900–1959). Je to jediná vlajka státu USA, jejíž součástí je státní vlajka cizí země (vlajka Spojeného království). Zahrnutí vlajky Spojeného království je výrazem historických vztahů britského impéria s havajským královstvím, zejména s králem Kamehamehou I. Vlajka se dále používala i po roce 1893, kdy došlo ke svržení havajské královny Liliuokalani a posléze k vyhlášení Havajské republiky.

## Popis
Havajská vlajka je tvořena listem o poměru stran 1:2 s kantonem obsahující vlajku Spojeného království a v poli osm vodorovných pruhů s následujícími barvami: bílá, červená, modrá, bílá, červená, modrá, bílá, červená.
Pruhy symbolizují osm hlavních havajských ostrovů (Havaj, Maui, Kahoolawe, Lanai, Molokai, Oahu, Kauai a Niihau). Jiné verze vlajky mají jen sedm pruhů, které pravděpodobně představují ostrovy s výjimkou Kahoolawe nebo Niihau. Barvy byly standardizovány v roce 1843, ačkoli existují a občas se ještě příležitostně používají i jiné kombinace.

## Historie

Vlajka Britské Východoindické společnosti v roce 1801

Mnozí starší domorodí Havajci se před rokem 1921 mylně domnívali že současnou havajskou vlajku vytvořil kapitán Alexander Adams během své plavby do říše Čching v roce 1817. Neexistuje však žádný doklad o tom, že by vlajka byla v té době vytvořena nebo vztyčena. Adams si zaznamenal, že v roce 1817 vyvěsil při plavbě do Číny  na lodi Kauai svoji vlastní standardu místo ruské vlajky, protože král žádnou jinou neměl. Adamsovy deníky se rovněž zmiňují o vlajce Britské Východoindické společnosti. Král Kamehameha se rozhodl zakoupit britskou brigu jménem Forester.  Při jejím slavnostním předávání, při němž bylo vypáleno 11 dělových výstřelů, přijal Adams též vlajku, která sestávala z britského Union Jacka na poli červeno-bílých pruhů.
V roce 1793 daroval kapitán šalupy Discovery George Vancouver, který poprvé navštívil ostrovy spolu s kapitánem  Jamesem Cookem při jeho třetí výpravě, králi Kamehamehovi I. námořní vlajku zvanou Red Ensign, kterou používala britská civilní plavidla. Jelikož Irské království nebylo před rokem 1801 formálně součástí Spojeného království, nebyl v té době do britské vlajky ještě začleněn irský Kříž svatého Patrika. Tato verze námořní vlajky, jakož i její pozdější verze s křížem (po r. 1801) byla neoficiální vlajkou Havajského království až do roku 1816.

Vlajka Havaje 1816–1845

Vlajka Havaje 1896

Poradce krále Kamehamehy přišel s upozorněním, že britská vlajka v levém horním rohu může Havaj vtáhnout do mezinárodního konfliktu, neboť království může být považováno za spojence Velké Británie. Proto na svém domě v královské rezidenci Kamakahonu havajskou vlajku stáhl. Zatímco se o této záležitosti diskutovalo, byla v době Britsko-americké války na Kamehamehově domě vztyčena jako výraz dobré vůle vlajka Spojených států. Po důrazných protestech britských důstojníků na Kamehamehově dvoře však byla stažena. To může vysvětlit, proč byla výsledná havajská vlajka záměrným křížencem obou státních vlajek.
Roku 1816 si Kamehameha objednal vlastní vlajku, aby se tak vyhnul případným konfliktům. Z ní vznikla současná vlajka Havaje. Navrhl ji zřejmě jeden z velitelů havajského královského loďstva (jež sestávalo ze škuneru Kaimiloa), což byli bývalí důstojníci Britského královského námořnictva. Proto je jejím základem britská námořní vlajka a velmi se podobá vlajce, kterou v té době používala Britská Východoindická společnost a jež měla pouze červeno-bílé pruhy. Podle některých pramenů použil kapitán Adams tuto vlajku poprvé v roce 1817 při havajské obchodní misi do Číny.
Je možné, že existovaly i jiné verze havajské vlajky, s rozdílným počtem pruhů a barev. Také počet pruhů doznal změnu – původní návrh obsahoval sedm či devět vodorovných pruhů, což bylo v roce 1845 oficiálně změněno na osm pruhů. Právě toto pozdější uspořádání se dnes používá.

### Chronologie
| Vlajka | Období                    | Poznámka                                                                            |
| ------ | ------------------------- | ----------------------------------------------------------------------------------- |
|        | 1793–1800                 | Britský Red Ensign                                                                  |
|        | 1801–1816                 | Britský Red Ensign po schválení Zákonů o unii s Irskem                              |
|        | 1816–1843                 | Raná verze současné vlajky                                                          |
|        | únor 1843–červenec 1843   | Britská vlajka (během okupace Havajských ostrovů kapitánem lordem Georgem Pauletem) |
|        | červenec 1843–květen 1845 | Raná verze současné vlajky                                                          |
|        | prosinec 1845–únor 1893   | Současná havajská vlajka představená v roce 1845                                    |
|        | únor 1893–duben 1893      | Vlajka Spojených států (po svržení Havajského království)                           |
|        | 1894–1898                 | Havajská vlajka znovuadoptovaná Havajskou republikou                                |
|        | 1898–1959                 | Havajská vlajka používaná americkým Teritoriem Havaj                                |
|        | od roku 1959              | Havajská vlajka, jak ji dnes používá stát Havaj                                     |

## Ocenění
Podle ankety provedené v roce 2001 Severoamerickou vexilologickou společností (NAVA) se havajská vlajka svým designem umístila na 11. místě ze 72 posuzovaných vlajek kanadských provincií, amerických států a amerických teritorií.